# 카스트로프레토리오역
카스트로 프레토리오 역(이탈리아어: Castro Pretorio)은 로마 지하철 B선의 역이다. 1990년 12월 8일 영업을 시작했고 카스트로 프레토리오 리오네의 산 마르티노 델라 바탈리아 가 (San Martino della Battaglia)가 합류하는 카스트로 프레토리오 대로에 위치해 있다. 역 입구에서 나오면 친위대의 기지였던 '카스트라 프라이토리아 (Castra Praetoria)'를 내려다볼 수 있는데, 현재는 로마 국립중앙도서관 건물이 있다.

## 시설
이 역에는 다음과 같은 시설이 있다.
- 매표소
- 장애인 전용 승차시설
- 엘레베이터
- 에스컬레이터
- 역 감시카메라 (CCTV)

## 역 주변
- 로마 국립중앙도서관
- 카스트라 프라이토리아 (Castra praetoria)
- 피아 문
- 노멘타나 문
  - 식스투스 5세 아치문
- 인디펜덴차 광장 (Piazza dell'Indipendenza)
- 크로체 로사 광장 (Piazza della Croce Rossa)
  - 이탈리아 교통부 (본부)
  - 페로비에 델로 스타토 이탈리아네 그룹 (본사)
- 산 로렌초 구
- 치타 대학교 (Città Universitaria)